# Генерал-лейтенант інженерно-технічної служби

Генерал-лейтенант інженерно-технічної служби  (від лат. generalis — загальний, спільний; і фр. lieu tenant — заступник, від lieu — місце і tenant — «посідає») — військове звання генеральського і адміральського складу інженерно-технічної служби  Радянської армії в 1943–1971. Еквівалентом звання у сухопутних силах було звання генерал-лейтенант, серед інженерно-технічного складу ВМС – інженер-віцеадмірал.
Генерал-лейтенант інженерно-технічної служби  був вище за рангом за генерал-майора інженерно-технічної служби і нижче ніж генерал-полковник інженерно-технічної служби .

## Історія використання в СРСР

### Передумови
Введені в 1935 році персональні військові звання різнилися у різних службах. В 1940 році під час введення генеральських та адміральських звань для командного складу, відбулася часткова уніфікація. Для корабельного складу інженерно-технічної служби РСЧФ вводяться звання наближені до звань командного складу флоту, але з додаванням слова «-інженер» попереду.
Наступний етап уніфікації військових звань різних складів відбувається у РСЧА та РСЧФ в 1942—1943 роках.

### Введення (1943)
У 1942/43 роках відбувається уніфікація військових звань різних складів та служб РСЧА та РСЧФ. Вищий начальницький склад почав отримувати генеральські звання, а середній та молодший начальницькі складі почали отримувати військові звання за зразком з командним складом.
Встановлено постановою  Державного комітету оборони СРСР від 4 лютого 1943 року № 2822 «Про введення персональних військових звань інженерно-технічного, юридичного та адміністративного складу Червоної Армії» для інженерно-технічного складу військ зв'язку, інженерних, хімічних, залізничних, топографічних військ.
Спеціальні звання вищого інженерно-технічного складу (бригінженер, корінженер, дивінженер та армінженер), поступово скасовуються в різних родах військ та службах, замінюючись на генеральські. Після скасування звання дивінженер, 28 січня 1942 в військово-повітряних силах вводиться звання генерал-лейтенант інженерно-авіаційної служби, 3 березня 1942 в артилерії вводиться звання генерал-лейтенант інженерно-артилерійської служби, 8 березня 1942 в танкових військах вводиться звання генерал-лейтенант інженерно-танкової служби. Останнім звання дивінженера було скасовано у інженерно-технічного складу технічних військ, що відбулося 4 лютого 1943 з введенням звання генерал-лейтенант інженерно-технічної служби .

### 1960
Військові звання генералів служб (інженерно-технічної, інженерно-артилерійської, інженерно-танкової) включали в себе назву відповідної служби при значній схожості характеру діяльності та виконуваних службових обов'язків Статутом внутрішньої служби 1960 року було зведено в одну інженерно-технічну, яку включили в військові звання генералів служб. 
Після скасування військових звань генерал-лейтенант інженерно-авіаційної служби, генерал-лейтенант інженерно-артилерійської служби, генерал-лейтенант інженерно-танкової служби залишено в якості військового звання вищих офіцерів інженерних служб всіх родів військ (особи які носили скасовані звання отримали військове звання генерал-лейтенант інженерно-технічної служби) .

### Скасування (1971)
Указом Президії Верховної Ради СРСР від 18.11.1971 року № 2319-VIII «Про військові звання офіцерського складу Збройних Сил СРСР» з військових звань генералів технічної служби виключалося найменування служби (технічна), яке замінювалося словом «-інженер». Замість звання генерал-лейтенант інженерно-технічної служби введено звання генерал-лейтенант-інженер (відповідно до постанови Ради Міністрів СРСР від 18 листопада 1971 року № 846 «Про затвердження Положення про проходження військової служби офіцерським складом Збройних Сил СРСР» генерал-лейтенанти інженерно-технічної служби стали вважатися у військовому званні генерал-лейтенант-інженер).

## Знаки розрізнення (1943—1971)
Згідно з указами Президії Верховної Ради від 6 січня 1943 року «О введенні нових знаків розрізнення для особового складу Червоної Армії» та від 15 лютого 1943 року «О введенні нових знаків розрізнення для особового складу ВМФ» вводяться нові однострої, та нові знаки розрізнення. Замість петлиць вводяться погони на яких стали розміщуватися знаки розрізнення. Знаки розрізнення майже збігалися з імперськими. Погони генерал-лейтенанта інженерно-технічної служби мали притаманний генералам візерунок у вигляді «зигзаг». На кожному погоні розташовувалося по дві металеві п'ятипроменеві зірочки.